# 刑事偵緝檔案II
《刑事偵緝檔案II》（英語：Detective Investigation Files II），香港無綫電視翡翠台時裝劇集，合共40集，由陶大宇、郭可盈、郭藹明及梁榮忠領銜主演，並由蘇玉華、陳美琪及蘇杏璇聯合主演，監製潘嘉德。此劇為《刑事偵緝檔案系列》的第二輯。

## 劇情概要
智勇雙全的幹探張大勇（陶大宇飾）及李忠義（梁榮忠飾）又再出動，偵查連串棘手案件，究竟勇、蘋如何與罪犯周旋，抽絲剝繭屢破奇案呢？
勇與女記者高婕（郭可盈飾）由誤會衝突進展成情侶，感情與日俱增，期間CID新女隊員藍嘉文（郭藹明飾）介入，令勇、婕的感情頓現危機。與此同時，婕發現文過去曾在外國放火殺人，當婕與友人欲揭發文的過去時，她的友人竟離奇被殺！究竟文是否殺人兇手？勇、婕與文這段三角關係又如何了斷？

## 演員表

### 將軍澳警署
| 陳啟泰 |

| 江宇軒 |

### 高家
| 演員   | 角色   | 關係／暱稱 |
| 蘇杏璇 | 朱秀娟 | 家庭主婦 高敏、高婕之母 簡棠棠之外婆 早年喪夫，極反對高婕投考警隊或跟警察交往 于第40集與高敏、高婕移民加拿大 |
| 陳美琪 | 高 敏  | 敏姐、大妹 前歌手，現家庭主婦 簡志超之遺孀 簡棠棠之母 朱秀娟之長女 高婕之姊 張大勇、容金枝、李忠義之好友 謝楓之未婚妻，於第18集訂婚失敗後分手 蔡子修之情敵 於第18集被蔡子修陷害殺死謝楓入獄，後被釋放 于第40集與朱秀娟、高婕移民加拿大 |
| 郭可盈 | 高 婕  | Jessie、Jess、細妹 記者 酒吧合伙人 張大勇之女友，於第20集尾至第21集和他分手，後和好並打算排期註冊，於第21集尾和他分手並把戒指還給他，於第28集復合，於第37集成為其妻 王維安之下屬，於第23集開始利用他來氣張大勇，因意氣用事成為其女友，於第28集分手 朱秀娟之幼女 高敏之妹 簡棠棠之姨 藍嘉文之情敵 李忠義、容金枝、葉子晴、雷肖鳯、丁守禮、毛德芬、孟振球、阿標、阿雄之好友 容永恆之契媽 于第37集被倪博彥、王忠信襲擊昏迷 於第39集苏醒但因腦細胞受損而失去記憶 于第40集與朱秀娟、高敏移民加拿大 |
| 黃美棋 | 簡棠棠 | 棠棠 簡志超、高敏之女 朱秀娟之外孫 高婕之外甥女 於第40集移民加拿大 |

### 李家
| 演員   | 角色   | 關係／暱稱 |
| 馮瑞珍 | 姨 婆  | 容永恆之姨婆 容金枝之姨媽 居于加拿大 於第33集容金枝死後返港 |
| 梁榮忠 | 李忠義 | 酒吧合伙人 參見将军澳警署 |
| 蘇玉華 | 容金枝 | Gigi 酒吧合伙人 容永恆之親母 石少維、張大勇之前女友 李忠義之妻 高婕之好友，勇婕分手期間始終力挺高婕 與藍嘉文不和 葉子晴之舊同學 於第4集返港並出場 於第17集短暫離港返加拿大 於第24集回港 於第31集被周詠欣蓄意撞死 |
| 胡耀峰 | 容永恒 | 恒恒 容金枝、石少維之子 張大勇之乾兒子 居于加拿大 李忠義之繼子 葉子晴之好友 于第24集回港 |

### 藍家
| 演員   | 角色   | 關係／暱稱                                  |
| 李國麟 | 藍嘉永 | 永哥 參見将军澳警署                         |
| 郭藹明 | 藍嘉文 | Carmen、文文、Rachel（前名） 參見将军澳警署 |

### 丁家
| 演員   | 角色   | 關係／暱稱                         |
| 樓南光 | 丁守禮 | 禮哥 雷肖鳳之夫 大學教授，昆蟲學家 |
| 林漪娸 | 雷肖鳳 | 參見将军澳警署                     |

### 張家
| 演員   | 角色   | 關係／暱稱 |
| 劉 丹  | 張百川 | 珠寶大王 富商 張大勇、張小柔之父 長居美國，於第12，37-39集短暫回港，后再次離開 |
| 陶大宇 | 張大勇 | 張Sir、勇哥、阿勇、大勇 警隊督察 酒吧合伙人 張百川之長子 張小柔同父異母之兄 參見将军澳警署 |
| 黃 悅  | 張小柔 | 張百川之幼女 張大勇同父異母之妹，于第9集相认 李忠義之好友，與其關係曖昧 長居美國，於第9集回港 於第12集參選歌唱比賽，並於第17集勝出決賽入了三甲，但因喝了鹹竹蜂而失聲而輸了比賽 於第17集後為高敏之助理 於第27集返回美國 於第37集短暫返港，第39集再次離港 |

### 傳知周刊雜誌社
| 演員   | 角色   | 關係／暱稱 |
| 郭可盈 | 高 婕  | 參見高家 |
| 蔣志光 | 王維安 | 王生 「傳知」雜誌社之老闆 高婕之上司，曾與其短暫交往，後於第28集分手 王谢婉婷（第一辑已故）之夫 於第20-30集出場 於第37集张大勇与高婕结婚期間再度出場 |
| 郭德信 | 潘老總 | 「傳知」雜誌社之總編輯 高婕之上司 |
| 唐葳娜 | Cat    | 「傳知」雜誌社之記者 高婕之同事 |
| 黃振寧 | Ben    | 「傳知」雜誌社之記者 高婕之同事 |
| 鍾潔怡 | 凌祖絲 | 「傳知」雜誌社之記者 高婕之同事 |
| 譚寶珊 | 接待員 | |
| 游飈   | 職員   | |
| 黎靖雪 | 職員   | |
| 黃煒林 | 職員   | |

### 其他演員
| 演員   | 角色   | 關係／暱稱 |
| 鄭秀文 | 葉子晴 | Ivy 張大勇、容金枝之舊同學 永恆新時裝設計師，後为伯思教育中心時裝導師，最后再為時裝設計師 張大勇學生時代的暗戀對象，後為其好友 曾是王志滔之情妇 李忠義之針對對象，後和好並與其互有好感 高婕、容永恆之好友 於第37集擔任高婕婚禮伴娘 于第31集出場 |
| 張錦程 | 石少維 | Gary 容金枝之前男友 容永恆之親父 已婚 李忠義之假想情敵 曾與容金枝一同前往加拿大探容永恆 長居國外，多次短暫回港並企圖帶容永恆回加拿大，后再次離開                                                                                                |
| 羅君左 | 胡先生 | Thomas 容金枝之酒吧合伙人 |
| 黎秀英 | 蓉 姐  | 高敏之工人 |
| 王維德 | -      | 張百川助手 |
| 馮瑞珍 | -      | 工人 |
| 梁雪湄 | -      | 安老院職員 |
| 區獄   | -      | 廟祝 |
| 李子奇 | -      | 醫生 |
| 李煒棋 | Tony   | 追求藍嘉文，後被其拒絕後放棄追求 |

## 案件

#### 檔案一：致命誘惑（第1-4集）
案情：三宗姦殺案先後發生，死者均噴上Envy香水，起初以為是高婕的表舅父攝影師沈朗維所為。後來經調查，發現三死者的共通點都是去過同一診所看診，已鎖定診所三個男醫生，警員藍嘉文冒著生命危險，噴上Envy香水，引兇手出現。 
| 演員   | 角色    | 關係／暱稱 |
| 林其欣 | 何碧珊  | 湯家齊之妻 John之情婦 B仔之母 |
| 林家棟 | 湯家齊  | Tom 聖彼得醫療中心的醫生 何碧珊之夫 John之情敵 B仔之養父 連環色魔姦殺案真兇 殺死陸宛媚、蔡曉彤、莫韵兒、劉約瑟，强姦及傷害Ada，企圖殺害藍嘉文之兇手 於第4集被捕 |
|        | 陸宛媚  | 卡拉OK陪唱女 湯家齊之病人 於第1集被湯家齊姦殺 |
|        | 蔡曉彤  | 大學生 湯家齊之病人 於第1集被湯家齊姦杀 |
| 許思敏 | 蔡 太   | 蔡曉彤之母 |
| 蔡劍雪 | 莫韵兒  | Pauline 職業女性 湯家齊之病人 於第1集被湯家齊姦殺 |
| 何美好 | Ada     | 職業女性 湯家齊之病人 於第2集被湯家齊强姦及企圖謀殺不遂 |
| 楊瑞麟 | 劉約瑟  | Joseph 曾為白朗親王醫院的醫生，曾被告性騷擾 現為聖彼得醫療中心的醫生 於第3集被湯家齊殺死並嫁禍為變態色魔 本案疑犯                                               |
| 孫季卿 | 陳浩明  | 聖彼得醫療中心醫生 |
|        | 洪素怡  | 聖彼得醫療中心醫生 |
|        | 袁景圖  | 聖彼得醫療中心醫生 |
| 郭藹明 | 藍嘉文  | 放蛇引誘湯家齊 第4集被湯家齊袭击 參見将军澳警署 |
| 單立文 | 沈朗維  | Julian 攝影師 朱秀娟之表弟 高敏、高婕之表舅父 徐佩芝之秘密情人，后为男友 本案疑犯                                                                               |
| 莫可欣 | 徐佩芝  | Peggy 沈朗維之秘密情人，後為女友 劉志明之前妻 本案證人 |
| 李龍基 | 劉志明  | John 富商 徐佩芝之前夫 |
|        | John    | 何碧珊之情夫 湯家齊之情敵 B仔之父 因車禍入院後向湯家齊坦白偷情真相                                                                                              |
| 黃梓瑋 | Daisy   | 曾被懷疑險被變態色魔殺害 於第1集因為欲偷竊沈朗維的項鍊被他一時情急掐住脖子                                                                                      |
| 戴耀明 | David仔 | 陸宛媚之前男友 案件初期疑犯 |
| 凌禮文 | 李英傑  | 律師 |

#### 檔案二：毀屍留跡（第4-6集）
案情：曹兆貞稱女兒被袁天麗開車撞死，但被法庭判無罪釋放，因此找高婕揭發她。後來發生一宗燒屍案，死者無法辨認身份，但憑一條頸鍊認定了死者為袁天麗，令一直要為女兒取回公道的曹兆貞變成嫌疑犯，同時曹兆貞卻失宗。後來在老人院卻發現了袁天麗的蹤跡......
| 演員   | 角色       | 關係／暱稱 |
| 郭可盈 | 高 婕      | 曹兆貞之求助對象 於雜誌刊登文章「被殺死多一次」挑撥袁天麗、馬成昌內槓 參見高家                                                        |
| 文潔雲 | 曹兆貞     | 因以為女兒被袁天麗撞死而多次作出騷擾 向高婕求助 於第4集被馬成昌用石油罐砸中头部身亡 初時為案件疑犯，後確定為案件死者                  |
| 吳詠紅 | 袁天麗     | 前任高級秘書，後任商科夜校教師 馬成昌之前下屬兼情婦 幫兇 於第6集被馬成昌袭击並企圖殺害，後被起訴 初時誤為案件死者，後被懷疑為案件疑犯 |
| 黎漢持 | 馬成昌     | 昌盛國際集團總經理 葉紅之夫 袁天麗之前上司兼情夫 撞死曹兆貞之女 殺害曹兆貞之兇手 於第6集欲殺袁天麗不遂，後被葉紅毒杀身亡              |
| 李麗麗 | 葉 紅      | 馬成昌之妻 殺死馬成昌之兇手 袁天麗之情敵 於第6集自首                                                                                  |
| 邵卓堯 | 私家偵探   | 曹兆貞找私家偵探查袁天麗的行蹤。 |
|        | 曹兆貞之女 | 被馬成昌撞死 |

#### 檔案三：復活（第7-9集）
案情：五年前，圍村鄰居一直以為周麗荷被林天生所殺，及後林天生也因此內疚自殺。事隔五年，一直被認為已死的周麗荷竟在李忠義面前出現，道出了當年的真相。然而林天生當年自殺的事就有可疑，此時林父也遇害。而當年同時發生的銀行劫案，劫匪與贓款的失蹤一一揭開。李忠義也要冒著生命危險去調查可疑人物。
| 演員   | 角色   | 關係／暱稱 |
| 夏 萍  | 黃 珊  | 伯娘 周麗荷之伯母 村內居民都稱她為「伯娘」 及後跟隨周麗荷到美國生活 |
| 于楓   | 義媽   | |
| 梁明華 |        | CID |
| 溫文英 |        | CID |
| 鄭 雷  | 周 飛  | 伯父 周麗荷之伯父 已去世 |
| 陳梅馨 | 周麗荷 | Daisy 知名時裝設計師 李忠義之初戀情人 曾失踪了五年，村民以为她被林天生杀害 於第7集被李忠義發現其已回流香港 於第8集得知李漢強是兇手，後被其及其妻綁架，險被李漢強殺害 於第9集返回美國 |
| 梁榮忠 | 李忠義 | 林福、林天生之同村村民 李細雄、李招財、李漢強之同村兄弟 於第8集險被李細雄、李招財、李華翠、李漢強合謀殺害 參見将军澳警署                                                             |
| 鄭家生 | 李招財 | 李忠義之同村兄弟 與李細雄、李華翠、李漢強合謀殺害林天生、林福 企圖殺害李忠義不遂 於第9集被捕                                                                                         |
| 蔣 克  | 李細雄 | 李忠義之同村兄弟 與李招財、李華翠、李漢強合謀殺害林天生、林福 企圖殺害李忠義不遂 於第9集被李華翠错手枪杀                                                                             |
| 鄧麗文 | 李華翠 | 李忠義之同村兄弟 與李細雄、李招財、李漢強殺害林天生、林福 企圖殺害李忠義不遂 於第9集错手槍杀李細雄，後畏罪跳樓自杀身亡                                                               |
| 黃智賢 | 李汉强 | 李忠義之同村兄弟 許秋萍之夫 與李細雄、李招財、李華翠合謀殺害林天生、林福 企圖殺害周麗荷、李忠義不遂 於第9集被捕                                                                      |
| 胡櫻汶 | 許秋萍 | 孕妇 李漢強之妻 於第8集得知李漢強是兇手 於第9集因早產而誕下其兒子 |
| 焦 雄  | 林福   | 李忠義之同村村民 林天生之父 於第7集被李細雄、李招財、李華翠、李漢強合謀杀害 |
| 王啟德 | 林天生 | 李忠義之同村村民 林福之子 生前曾追求周麗荷 左敝子 杀害喪標之凶手 一直被村民認為他殺害了周麗荷 五年前被李細雄、李招財、李華翠、李漢強合謀殺害並掠走贓款                               |
| 黃偉輝 | 曹志標 | 喪標 五年前之銀行劫匪 五年前被林天生殺害後掠奪贓款 |
| 陳紹華 | 劫匪   | 五年前之銀行劫匪 五年前被警察抓住入獄服刑 |
| 伍文生 | 鴨仔   | |

#### 檔案四：難為了爸爸（第10-12集）
案情：張大勇重遇前上司程根，現已同職為督察，他更要養妻活兒，其子輝仔是個弱智的小朋友，可見真是個偉大爸爸。珠寶大王的孫子趙家俊遭綁架，上頭安排督察程根暫調過來負責，當時趙家發生內訌，趙創基夫婦欠下巨債。經歷了三次交贖金的過程，最終發現取贖金的是當年由程根拘捕的前警員梁錦東。在今次拘捕過程中，梁錦東被程根擊斃，事情以為可告一段落，但最後張大勇卻發現原來綁架真相是......
| 演員   | 角色     | 關係／暱稱                                                                            |
| 黎 宣  | 趙老太   | 趙德海之妻 趙創業、趙創基之母 趙容幗卿、胡洁婷之婆婆 趙家俊之祖母                     |
| 黃愷欣 | 趙容幗卿 | 趙氏珠寶王國之主席 趙創業之妻 趙德海、趙老太之長媳婦 趙家俊之母                       |
| 張鴻昌 | 趙創基   | 趙德海、趙老太之次子 趙創業之弟 趙家俊之二叔                                          |
| 談佩珊 | 胡洁婷   | 趙創基之妻 趙德海、趙老太之次媳婦 趙家俊之二嬸                                        |
| 梁少狄 | 梁錦東   | 前警隊探員 程根和孟波前警區舊同僚 因監守自盜而入獄 綁架輝 於第11集中枪身亡            |
| 劉桂芳 | -        | 梁錦東之姊                                                                            |
| 石毅雲 | -        | 梁錦東之姊夫                                                                          |
| 劉家輝 | 程 根    | 督察 張大勇之前輩 輝之父 當年成功拘捕梁錦東 因輝被梁錦東綁架而綁架趙家俊 于第12集自首 |
| 王翠玉 | 阿 梅    | 程根之妻 輝之母                                                                       |
|        | 程 輝    | 輝 仔 程根之獨子 輕度智障 于第10集被梁錦東綁架                                        |
|        | Mimi     | 梁錦東之前女友                                                                        |
|        | 黃金妹   | 無證媽媽 黃小安之母                                                                   |
|        | 黃小安   | 黃金妹之子                                                                            |

#### 檔案五：兒子的十字架（第12-15集）
案情：杜忠良的屍體被發現，已死去七年。驗屍官方昭榮與母親宋甘蘭關係惡劣，而他的妹妹也離家失蹤很多年了，而杜忠良是方昭榮的繼父。警方多次調查杜忠良的死因時，卻多次受到方昭榮的阻止。後來宋甘蘭被反鎖在家中，險死於漏煤氣，方昭榮突然向警方自首殺害杜忠良和企圖謀殺宋甘蘭。
| 演員   | 角色   | 關係／暱稱 |
| 蘇杏璇 | 朱秀娟 | 宋甘蘭之同鄉姐妹兼新朋友 參見高家 |
| 羅 蘭  | 宋甘蘭 | 杜忠良之妻 方昭榮、方昭惠之親母 朱秀娟之同鄉姐妹兼新朋友 於第14集被趙潔冰所害，昏迷不醒 於第15集苏醒                                                  |
| 麥長青 | 方昭榮 | 方Sir、Vincent 法醫官 宋甘蘭之長子 杜忠良之继子 方昭惠之兄 麥曉欣之男友，後為其夫 於第14集為保護其妹而承認殺害杜忠良被拘捕 於第15集被釋放             |
| 鄒 靜  | 方昭惠 | 改名：惠昭芳 宋甘蘭之幼女 杜忠良之继女 方昭榮之妹 七年前被杜忠良強姦 殺害杜忠良之真兇 精神病患者，於第15集痊愈 於第15集自首，最后因证据不足而免于起诉 |
| 陳芷菁 | 麥曉欣 | 社工 方昭榮之女友，后为妻子 |
| 方 杰  | 杜忠良 | 宋甘蘭之第二任丈夫 方昭榮及方昭惠之繼父，对方昭惠心存邪念 趙潔冰之情夫 7年前強姦方昭惠後被其亂刀砍死                                                  |
| 鄭少萍 | 趙潔冰 | 雜貨店之老闆娘 杜忠良之情婦 宋甘蘭之情敵 企图杀害宋甘蘭，导致其昏迷不醒 於第15集被捕                                                                  |
| 廖麗麗 | 吳修女 | 在修女院照顧方昭惠之修女 |

#### 檔案六：死亡預告（第16-19集）
案情：在片場拍戲時，拍高敏用槍槍殺謝楓的一幕，中途道具槍被換成了真槍，令高敏真的槍殺了謝楓，因之前謝楓向高敏拒婚一事，令高敏成了最大嫌疑犯。到底道具槍何時和如何被調包？而之前記者麥子華和演員Lily Yeung的死，三宗命案有何關係呢？
| 演員   | 角色         | 關係／暱稱 |
| 陳美琪 | 高 敏        | 本案疑犯兼受害者 謝楓死後繼承巨額遺產 參見高家 |
| 張國強 | 謝 楓        | 演員 雙性戀者 高敏之未婚夫，在蔡子修威逼下被迫悔婚 蔡子修之前男友，仍被其深愛，後反目 被麥子華勒索 受蔡子修要挟而对外声称為一套劇演得更逼真而玩弄高敏感情 于第17集被高敏因誤用蔡子修替換的真枪槍殺身亡 |
| 李家強 | 蔡子修       | 謝楓之經理人 同性戀者 謝楓之前男友，仍深愛其，後反目 被麥子華勒索 高敏之情敵 殺害麥子華、杨Lily、謝楓，多次欲殺高敏之兇手 於第19集中枪死亡                                                             |
| 樊亦敏 | 杨Lily       | 演員 嫉妒高敏成為第一女主角 於第16集因臨時改戲而被布景板压死，做了高敏的替死鬼 |
| 羅國維 | 王大德       | 導演 |
| 余慕蓮 | 馬管家 珠 姐 | 謝楓之管家 |
| 陸希揚 | 麥子華       | 秘聞記者 因勒索謝楓和蔡子修而慘遭殺害 于第16集被蔡子修袭击头部身亡 |
| 麥嘉倫 | -            | 記者 |
| 黃清榕 | -            | 記者 |
| 湯俊明 | -            | 記者 |
| 黃成想 | -            | 陳製片 |
| 郭城俊 | -            | 副導演 |
| 鄧汝超 | -            | 場務 |
| 吳列華 | -            | 名媛 |
| 陳向瑩 | -            | 女星 |
| 黃凱詩 | -            | 豔星 |
| 陳勉良 | -            | 道友 |

#### 檔案七：第三個女人（第20-22集）
案情：關亞倫的屍體在西貢大網仔發現，此時兩女子施淑君與姚美寶都自稱為關亞倫妻子認屍，關亞倫住的屋苑的看更稱有個紅衣女郎駕車接走了關亞倫，還有多個證人均有發現紅衣女郎的出現，那麽紅衣女郎又是何人呢？
| 演員   | 角色   | 關係／暱稱                                                                                                |
| 譚一清 | 姚 祥  | 姚美寶之父 關亞倫之岳父                                                                                   |
| 魏秋樺 | 姚美寶 | Mabel 於花店工作 關亞倫之妻 施淑君之中學同學兼情敵 合謀殺害關亞倫之兇手 於第22集被捕                      |
| 曹 眾  | 施淑君 | Anna、小君 自稱關太太，關亞倫之情婦 姚美寶之中學同學兼情敵 陳少力之女友 合謀殺害關亞倫之兇手 於第22集被捕 |
| 戴誌衛 | 關亞倫 | Alan 髮廊合伙人 姚美寶之夫 要脅施淑君 於第20集因吸入过多的毒气身亡                                        |
| 李家聲 | 陳少力 | 關亞倫髮廊合伙人 施淑君之男友 本案疑犯                                                                    |
| 陳展鵬 | Sam    | 髮廊美髮師                                                                                                |
| 王偉梁 | Ricky  | 髮廊美髮師                                                                                                |
| 秦 煌  | 陳 勝  | 汽車維修員 陳少力之父                                                                                     |
| 陳曉雲 | Anna   | 施淑君之友人                                                                                              |
| 饒秋寶 | Cindy  | 施淑君之友人                                                                                              |

#### 檔案八：寸草心（第23-26集）
案情：舞女杨晓菁为了筹钱替女儿治病，杀死嫖客胡兆宗，但不巧被曾志佳撞见。曾志佳让属下莫日飞帮她做时间证人，但条件是她必须帮他再杀另外一个人曾百年。当杨晓菁给曾百年下毒后，却再次被人撞见。杨晓菁知道这次一定跑不掉，为了女儿的将来。于是她决定自杀，然后布置成被曾志佳杀人灭口的局，以此来换取一笔保险金，给她女儿将来用。 
| 演員   | 角色         | 關係／暱稱' |
| 郭可盈 | 高 婕        | 楊曉菁之利用對象 照顧冬冬 於第26集閱讀到楊曉菁之遺書，並決定保密楊曉菁的真正死因 參見高家                                     |
| 陳燕航 | Judy         | 夜總會舞小姐 案發當晚被胡兆宗買鐘外出 本案疑犯                                                                                |
| 陳秀珠 | 楊曉菁       | Betty 夜總會舞小姐 楊小冬之親母 殺害胡兆宗、曾百年之兇手 利用高婕 於第25集服毒自殺身亡，並造成他殺局面 死前留下給予高婕之遺書 |
| 張英才 | 曾百年       | 酒店老闆 洪綺華之夫 曾明珠之父 陈祥光之岳父 曾志佳之伯父 於第24集被楊曉菁毒杀身亡                                             |
| 蕭玉燕 | 洪綺華       | 曾百年之妻 曾明珠之继母 陈祥光之继岳母 曾志佳之伯母兼情妇 本案疑犯                                                            |
| 區紹煒 | 曾志佳       | 曾百年酒店之經理 曾百年之姪 洪綺華之侄兼情夫 曾明珠之堂弟 陈祥光之堂舅仔 殺害曾百年之主謀 於第26集因類肉瘤病發身亡            |
| 曾慧雲 | 曾明珠       | 曾百年之女 洪绮华之继女 陳祥光之妻 曾志佳之堂姊 本案疑犯                                                                      |
| 鄧英敏 | 陳祥光       | 曾百年之女婿 洪绮华之继女婿 曾明珠之夫 曾志佳之堂姐夫                                                                         |
| 羅 維  | 莫日飛       | 曾百年酒店廚師 陳祥光姨婆之孫 曾志佳之下屬 替楊曉青錄假口供                                                                   |
| 麥子雲 | 胡兆宗       | 曾百年酒店之嫖客 於第23集被楊曉菁勒死                                                                                         |
| 蘇恩磁 | 羅醫生       | 兒科醫生 |
| 沈寶思 | Simon Kwok   | 保險經紀 |
| 馮素波 | 楊小冬之太婆 | 楊曉菁之外婆 |
| 呂劍光 | 吉 叔        | |
| 李 楓  |              | |
| 陳寶靈 | 阿玲         | |
| 李志偉 | -            | 情侶 |
| 蓋世寶 | -            | 情侶 |
| 林嘉麗 | -            | 售貨員 |
| 朱樂輝 | -            | 報販 |
| 陸婉芬 | Linda        | 藍嘉永之友人 追求藍嘉永，後放棄追求                                                                                           |
| 張 捷  | Sindy        | 藍嘉永之友人 追求藍嘉永，後放棄追求                                                                                           |

#### 檔案九：真相（第27-30集）
案情：高婕的記者同事凌祖絲的姐姐凌雅詩和其男朋友羅保康四年前在英國的校園被燒死，凌祖絲認定藍嘉文就是兇手，並稱呼其為Rachel，實際藍嘉文叫Carmen。後來凌祖絲和其男朋友余立文也相繼遇害。那麽兇手是誰？而英國的放火案真相又是怎樣？
另一方面，藍嘉文因張大勇與高婕的復合，陷入崩潰狀態。
| 演員   | 角色        | 關係／暱稱 |
| 郭藹明 | 藍嘉文      | 參見将军澳警署 |
| 李國麟 | 藍嘉永      | 參見将军澳警署 |
| 康 華  | 凌雅絲      | Alice 凌祖絲之姊 羅保康之未婚妻 蓝嘉文之情敌 於4年前被藍嘉永放火杀害                                                     |
| 何英偉 | 羅保康      | Paul 蓝嘉文之前男友 凌雅絲之未婚夫 於4年前被藍嘉永放火杀害                                                               |
| 鍾潔怡 | 凌祖絲      | JoJo 「傳知」雜誌社記者 高婕之同事 凌雅絲之妹 余立文之未婚妻 於第27集被藍嘉永错手用枕头闷死 一直誤會是藍嘉文殺害自己姊姊 |
| 何浩源 | 余立文      | Man 保险經紀 凌祖絲之未婚夫 因手握藍嘉文於英國讀書證據，並藉此來勒索蓝嘉永而被殺害 於第28集被藍嘉永推下樓身亡            |
| 虞天偉 | Micheal Lau | 余立文之友 曾借錢予余立文                                                                                                |
| 可 心  | Maggie Yu   | 凌雅絲英國之友 藍嘉文英國之宿舍室友 曾寄蓝嘉文在英国读书过的证据给凌祖絲，但證據後落入余立文手裡                         |

#### 檔案十：花殺（第31-33集）
案情：王志滔與周咏琳多次差點遇害，懷疑有人暗殺他們自己，王志滔在警署報案要求警方協助，此時周咏琳在家中房間遇害。其後容金枝也死於車禍，到底是意外，還是人為？正當警方懷疑王志滔時，而王志滔也中毒身亡。
| 演員   | 角色       | 關係／暱稱 |
| 鄭秀文 | 葉子晴     | Ivy 本案疑犯 參見其他演員 |
| 張沅薇 | 周詠欣     | 花店老闆娘 周詠琳失散多年之妹，後重聚 王志滔之幕後真正情婦 長居美國，因親姐拒絕收留被養父強姦，懷恨在心，後回港 合謀殺害許詠琳，殺死容金枝、王志滔之真兇 企圖嫁禍葉子晴 於第33集被捕 |
| 馮曉文 | 許詠琳     | 原姓「周」，後跟養父改姓「許」 永恆新公司老闆娘 王志滔之妻 周詠欣失散多年之姊，後重聚 許達志無血緣關係之姐，與其不和 於第31集被王志滔掐死                                            |
| 張兆輝 | 王志滔     | 永恆新公司經理 許詠琳之夫 周詠欣之姊夫兼情夫 曾是葉子晴之情夫 合謀周詠欣殺害許詠琳、容金枝之兇手 於第32集被周詠欣毒杀身亡                                                            |
| 蘇玉華 | 容金枝     | 因目擊王志滔進入地鐵站而被滅口 參見李家 |
| 林劍峰 | 許達志     | Micheal 永恆新公司股東 同性恋者 許詠琳養父之親子 許詠琳无血缘关系之弟，與其不和 案發時和男妓在酒店開房 本案疑犯                                                                      |
| 羅雪玲 | 蓉 姐      | 王志滔、許詠琳之家傭 因贪心拾起周咏欣抛弃的东西而成为案件的破案关键 |
| 李天翔 | 男 妓      | 同性恋者 勒索許達志 |
| 曾健明 | 周詠欣继父 | 交通意外後癱瘓 強姦周詠欣 |

#### 檔案十一：伯思教育中心（第34-37集）
案情：伯思教育中心有日來了一個神秘女子，竟一口氣把所有課程全部報名，報名的竟是已死去的端木紫，隨後教育中心怪事頻生，教職員相繼遇害，正當以為兇手已被捕，但仍然繼續發生兇殺案。難道兇手不只一人，還是案中有案？
| 演員   | 角色     | 關係／暱稱 |
| 郭可盈 | 高 婕    | 伯思教育中心學員 瑩瑩之好友 本案證人 參見高家                                                                                      |
| 鄭秀文 | 葉子晴   | 曾短暫居於端木紫所住房屋 多次被邓锦源、郭志南、马伟森计划杀害 參見其他演員                                                         |
| 魯振順 | 鄧錦源   | 鄧Sir 伯思教育中心烹飪導師 与郭志南、馬偉森輪姦並害死端木紫 多次欲殺葉子晴之真兇 于第35集被端木宏毒殺身亡                          |
| 鄭柏麟 | 郭志南   | 郭Sir 伯思教育中心電影導師 与鄧錦源、馬偉森輪姦並害死端木 多次欲殺葉子晴之真兇 于第34集被端木宏刺殺身亡                            |
| 艾 威  | 馬偉森   | Sam、马Sir 伯思教育中心唱歌導師 与郭志南、鄧錦源輪姦並害死端木紫 多次欲殺葉子晴之真兇 于第36集被康寶琪枪杀身亡                     |
| 陳珮珊 | 端木紫   | 曾為伯思教育中心前台文員 同性戀者 端木宏之女 康寶琪之同性戀情人 被邓锦源、郭志南、马伟森迷姦 半年前因不堪被輪姦而自殺身亡          |
| 梁葆貞 | 趙太太   | 端木紫之姑母 |
| 江 毅  | 端木宏   | 仲叔 化名陳仲於伯思教育中心任職校工 端木紫之親父 馬來西亞之橡膠大王 跟康寶琪合謀為端木紫報仇 殺死鄧錦源、郭志南之兇手 于第36集被捕 |
|        |          | 端木紫之表妹 偽裝成端木紫到伯思教育中心報名                                                                                        |
| 雪 梨  | 康寶琪   | Chris 伯思教育中心教育主任 端木紫之同性戀情人 跟端木宏合謀為端木紫報仇 殺死馬偉森之兇手 于第37集开枪自杀身亡                       |
| 林佩君 | 余淑莹   | 莹莹 伯思教育中心前台文員 高婕之好友                                                                                               |
| 吴列华 | Alice Ma | 伯思教育中心編織导师 |
| 文嘉永 | 钟兆基   | Frankie、钟Sir 伯思教育中心舞蹈導師                                                                                                |
| 曹 济  | 江 叔    | 葉子晴住所之管理员 |
| 黃建峰 | 古兆天   | 鄧錦源之精神科醫生 |
| 林芷筠 | Candy    | 馬偉森之歌迷 本案證人 |
| 博君   | 變態佬   | 偷窺葉子晴洗澡、上廁所 偷拍端木紫與鄧錦源、郭志南、馬偉森吃藥後被強姦的影片。                                                      |

#### 檔案十二：白色象徵（第37-40集）
案情：醫院護士林采妮在醫院高處墮樓，高婕正在調查其死因。高婕結婚當天遇襲，院長倪博彥與王忠信把另一張病人X光片當成高婕。及後倪博彥與王忠信相繼遇害，並捲入多宗醫療失誤事件。正當警方鎖定兇手醫療失誤病人家屬何成材時，此時周永健聲稱自己是張大勇的小學同學，綽號為「奀仔」，而何成材為「大嚿」，並稱自己小時與何成材的恩怨，怕被滅口，要求保護，後來何成材遭到滅口，原來真相是......
另一方面，高婕康復後失憶，到底她可否恢復記憶呢？ 
| 演員   | 角色   | 關係／暱稱 |
| 陶大宇 | 張大勇 | 周永健、何成材之小學同學 倪博彥、王忠信受害者之一 參見將軍澳警署 |
| 郭可盈 | 高 婕  | 林采妮之中學同學兼好友 因調查林采妮被殺一案被倪博彥、王忠信害至失憶 參見高家 |
| 鄭秀文 | 葉子晴 | Benny之好友 參見其他演員 |
| 江 漢  | 倪博彥 | 華德醫院院長，癌症研究小組之主管 倪美君之父 王忠信之岳父 無醫德之庸醫，蘇彩玉、黎美賢、高婕、林美仪都是其受害者 于第38集被周永健刺伤后遭勒殺身亡                                                             |
| 馬海倫 | 倪太太 | 倪博彥之妻 對倪博彥、王忠信無醫德被勒索一事知情不報 |
| 何婉盈 | 倪美君 | 倪博彥之女 王忠信之妻 |
| 詹秉熙 | 王忠信 | 華德醫院癌症研究小組之醫生 倪博彥之入贅女婿 林采妮之情人 無醫德之庸醫，蘇彩玉、黎美賢、高婕、林美仪都是其受害者 于第38集被周永健刺伤后遭勒殺身亡                                                             |
| 麥家琪 | 林采妮 | Shirley 華德醫院之護士 高婕之中學同學 王忠信之情人 于第37集被周永健推下楼重伤、最后因颈骨折断而死亡 |
| 魏駿傑 | 周永健 | 大舊 保險經紀 黎美賢之夫 張大勇、何成材之小學同學 殺害林采妮、倪博彥、王忠信、何成材、黎美賢之兇手 自稱「奀仔」，誤導警方將何成材當为「大舊」，並利用和嫁祸他 于第39集毒殺黎美賢後企圖服毒自殺不遂，后被逮捕 |
| 黃紀瑩 | 黎美賢 | Lai Mei Yin 周永健之妻 原患十二指腸潰瘍，后因倪博彥醫療失誤，与林美仪病例調亂，被誤判為癌症病患 其後被逼接受過量放射性治療，導致變成真正癌病患者 于第39集被周永健毒殺身亡                                    |
| 黎耀祥 | 何成材 | 奀仔 蘇彩玉之夫 張大勇、周永健之小學同學 兒時殺害周永健之寵物「彩雀」，被其記恨於心 於第39集被周永健刺伤后遭勒殺身亡 本案疑犯，後確定為死者                                                                  |
| 陳安瑩 | 蘇彩玉 | 何成材之妻 癌症病患 因醫療失誤而死 |
| 梁健平 | Benny  | 腦科醫生 葉子晴之好友 後成為高婕之主診醫生 |
| 薛純基 | 吳滿達 | 林美儀之夫 因其妻被倪博彥誤診致死而獲倪妻賠償封口，但被警方截查 |
|        | 林美仪 | Lam Mei Yi 癌症病患 因倪博彥將她与黎美賢的病歷報告調亂，引致长期缺乏治疗身亡 |
| 許實賢 | -      | 實習醫生 |

## 结局
本劇採取邊拍邊播的形式，先後多次增加集數。原本預設20集，因收視高企和劇情需要增添至30集，拍畢30集後為迎戰亞洲電視劇集《我和春天有個約會》而臨時加長至40集，並對劇本作出修改。原本结局为蓝嘉文（郭蔼明饰）恢复了自己在英国留学的记忆并返回英国留学，而张大勇（陶大宇饰）与高婕（郭可盈饰）则复合，义仔（梁荣忠饰）与Gigi（苏玉华饰）则和好，但由於臨時加開10集，使本劇製作時間十分緊迫。蘇玉華的行程表是拍畢30集後緊接著拍攝新劇《地獄天使》，虽仍想拍攝加長的10集，但因其在第二辑的戏份逐渐减少而决定拍摄《地獄天使》，故未有檔期拍攝加長的10集，最後只能以死離場。为了延续讲述义仔的感情发展，监制潘嘉德邀请了鄭秀文加入此剧演出并与义仔有感情线。1996年1月23日，全劇煞科，此時距離第40集大結局播出僅餘10日。

## 收視
以下為該劇於香港無綫電視翡翠台之收視紀錄：
| 週次 | 集數  | 日期                    | 平均收視            | 收視百分比 |
| ---- | ----- | ----------------------- | ------------------- | ---------- |
| 1    | 01-05 | 1995年12月11日-12月15日 | 25點（140.6萬觀眾） | 70%        |
| 2    | 06-10 | 1995年12月18日-12月22日 | 28點（約154萬觀眾） | 75%        |
| 3    | 11-15 | 1995年12月25日-12月29日 | 30點（167.0萬觀眾） | 76%        |
| 4    | 16-20 | 1996年1月1日-1月5日     | 33點（186.3萬觀眾） | 83%        |
| 5    | 21-25 | 1996年1月8日-1月12日    | 34點（195.3萬觀眾） | 83%        |
| 6    | 26-30 | 1996年1月15日-1月19日   | 32點（182.8萬觀眾） | 78%        |
| 7    | 31-35 | 1996年1月22日-1月26日   | 32點（184.1萬觀眾） | 78%        |
| 8    | 36-40 | 1996年1月29日-2月2日    | 34點（195.7萬觀眾） | 82%        |

## 外部連結
- 無綫電視官方網頁 - 刑事偵緝檔案II

## 電視節目的變遷
| 香港無綫電視翡翠台 星期一至五 21:00-22:00 時段 | 香港無綫電視翡翠台 星期一至五 21:00-22:00 時段 | 香港無綫電視翡翠台 星期一至五 21:00-22:00 時段 |
| ---------------------------------------------- | ---------------------------------------------- | ---------------------------------------------- |
|                                                | 刑事偵緝檔案II (1995.12.11 - 1996.02.02)       |                                                |
| 刀馬旦 (1995.11.13 - 1995.12.08)               | 天地男兒 (1996.02.05 - 1996.05.03)             |                                                |

| 香港無線電視翡翠台 深夜劇集時段 逢星期一至五00:15-01:15 | 香港無線電視翡翠台 深夜劇集時段 逢星期一至五00:15-01:15 | 香港無線電視翡翠台 深夜劇集時段 逢星期一至五00:15-01:15 |
| ------------------------------------------------------- | ------------------------------------------------------- | ------------------------------------------------------- |
|                                                         | 刑事偵緝檔案II （2005.10.06－2005.12.01）               |                                                         |
| 刑事偵緝檔案 （2005.09.08－2005.10.05）                 | 刑事偵緝檔案III （2005.12.02－2006.01.26）              |                                                         |

| 香港 無綫電視翡翠台 午夜劇集時段 每晚 23:50 - 00:55 | 香港 無綫電視翡翠台 午夜劇集時段 每晚 23:50 - 00:55 | 香港 無綫電視翡翠台 午夜劇集時段 每晚 23:50 - 00:55 |
| --------------------------------------------------- | --------------------------------------------------- | --------------------------------------------------- |
|                                                     | 刑事偵緝檔案II （2018.04.12 - 2018.05.22）          |                                                     |
| 刑事偵緝檔案 （2018.03.23 - 2018.04.11）            | 刑事偵緝檔案III （2018.05.23 - 2018.07.01）         |                                                     |